# Могилянівська сільська рада
Могиля́нівська сільська́ ра́да — колишній орган місцевого самоврядування в Острозькому районі Рівненської області. Адміністративний центр — село Могиляни.

## Загальні відомості
- Могилянівська сільська рада утворена в 1940 році.
- Територія ради: 22,98 км²
- Населення ради: 1 773 особи (станом на 2001 рік)
- Територією ради протікає річка Горинь.

## Населені пункти
Сільській раді підпорядковані населені пункти:
- с. Могиляни
- с. Черняхів

## Склад ради
Рада складається з 16 депутатів та голови.
- Голова ради: Кулибчук Віктор Олександрович
- Секретар ради: Хотюк Світлана Володимирівна

### Керівний склад попередніх скликань
| Прізвище, ім'я, по батькові | Основні відомості                                                               | Дата обрання | Дата звільнення |
| --------------------------- | ------------------------------------------------------------------------------- | ------------ | --------------- |
| Василишин Микола Антонович  | Сільський голова, 1958 року народження, безпартійний                            | 26.03.2006   | 31.10.2010      |
| Василишин Микола Антонович  | Сільський голова, 1952 року народження, освіта середня спеціальна, безпартійний | 31.10.2010   | 25.10.2015      |

Примітка: таблиця складена за даними сайту Верховної Ради України

## Населення
Згідно з переписом УРСР 1989 року чисельність наявного населення сільської ради становила 2016 осіб, з яких 946 чоловіків та 1070 жінок.
За переписом населення України 2001 року в сільській раді мешкала 1761 особа.

### Мова
Розподіл населення за рідною мовою за даними перепису 2001 року:
| Мова       | Відсоток |
| ---------- | -------- |
| українська | 98,98 %  |
| російська  | 0,90 %   |
| німецька   | 0,06 %   |